# Fryderyk August Cosel
Fryderyk August Cosel (ur. 17 sierpnia 1712 w Dreźnie, zm. 15 października 1770 w Zaborze) – generał piechoty wojsk saskich, nieślubny syn króla Polski i elektora Saksonii Augusta II Mocnego ze związku z hrabiną Anną Konstancją Cosel.

## Życiorys
W 1744 Fryderyk August Cosel zakupił za sumę 216 tysięcy guldenów zamek w Zaborze, należący wcześniej do czeskiego szlachcica Franciszka Antoniego Pachty. Hrabia Cosel odziedziczył po swoim ojcu skłonności do potyczek, biorąc udział w licznych rozgrywających się w Zaborze i okolicznych wsiach pojedynkach. W 1747 w Zaborze odbył pojedynek z markizem Duniver o trofeum myśliwskie, który zakończył się śmiercią markiza w wyniku odniesionych ran. Na prośbę przyrodniego brata, króla polskiego Augusta III Fryderyk August miał zaprzestać walk. 1 czerwca 1749 Fryderyk August ożenił się z hrabianką Fryderyką Krystyną Holtzendorff, z którą miał pięcioro dzieci:
- nieznanego z imienia syna (ur. w czerwcu 1750),
- Konstancję Aleksandrę (ur. 2 stycznia 1752, zm. 12 marca 1804) – żonę hrabiego Jana Henryka Knutha,
- Gustawa Ernesta (ur. 28 sierpnia 1755, zm. 29 października 1789),
- Karolinę (ur. 17 stycznia 1757, zm. 1831) – żonę hrabiego Rudolfa Bünau, a po jego śmierci Charlesa de Riviere,
- Zygmunta (ur. 22 maja 1758, zm. 29 czerwca 1786).

W okresie wojny siedmioletniej Cosel przebywał w Warszawie, zostawiając w Zaborze małżonkę wraz z dziećmi. W tym czasie jego posiadłości zostały zajęte i częściowo zniszczone przez wojska rosyjskie. Po zakończeniu wojny Fryderyk August powrócił do Zaboru. Pod koniec 1767 hrabia Cosel został raniony szpadą w wątrobę w trakcie pojedynku z von Goltzem, właścicielem sąsiedniej posiadłości. Uzyskał polski indygenat w 1768 roku. W wyniku odniesionej rany Fryderyk August był przykuty do łóżka. Zmarł 15 października 1770 i został pochowany w kaplicy kościelnej we wsi Łaz.